# 米开朗基罗广场
米开朗基罗广场（義大利語：Piazzale Michelangelo）是意大利佛罗伦萨最著名的城市全景觀賞點，出現在無數風景明信片上，是遊客造訪佛罗伦萨的必去之地。

## 歷史
廣場位於舊城區南方的一座小山上，由建築師朱塞佩·波吉設計，建於1869年，是阿諾河南岸的都市更新工程的一部份。1869年的時候，佛羅倫斯是義大利的首都，進行了全市的都市更新工程，即所謂的「Risanamento」（意指更新都市的街坊）。 沿著河岸興建了河濱步道（lugarni）。在河的右岸則拆除了十四世紀時期的城牆，仿照法國的林蔭大道，興建了六車道的環城大道（Viali di Circonvallazione）。在左岸則興建了蜿蜒爬上聖米尼亞托山，長達8公里的街道，沿途栽植行道樹，稱為「山丘大道」（Viale dei Colli） ，終點就是米開朗基羅廣場（Piazzale Michelangelo），它被設計成一個可以欣賞城市全景的寬闊露台。 
義大利記者彼得羅·科科魯托·費里尼（Pietro Coccoluto Ferrigni，筆名為Yorick）詳細描述了這項工程的建設過程，他也不忘提及一些佛羅倫斯人對其「過度開支」感到不滿。

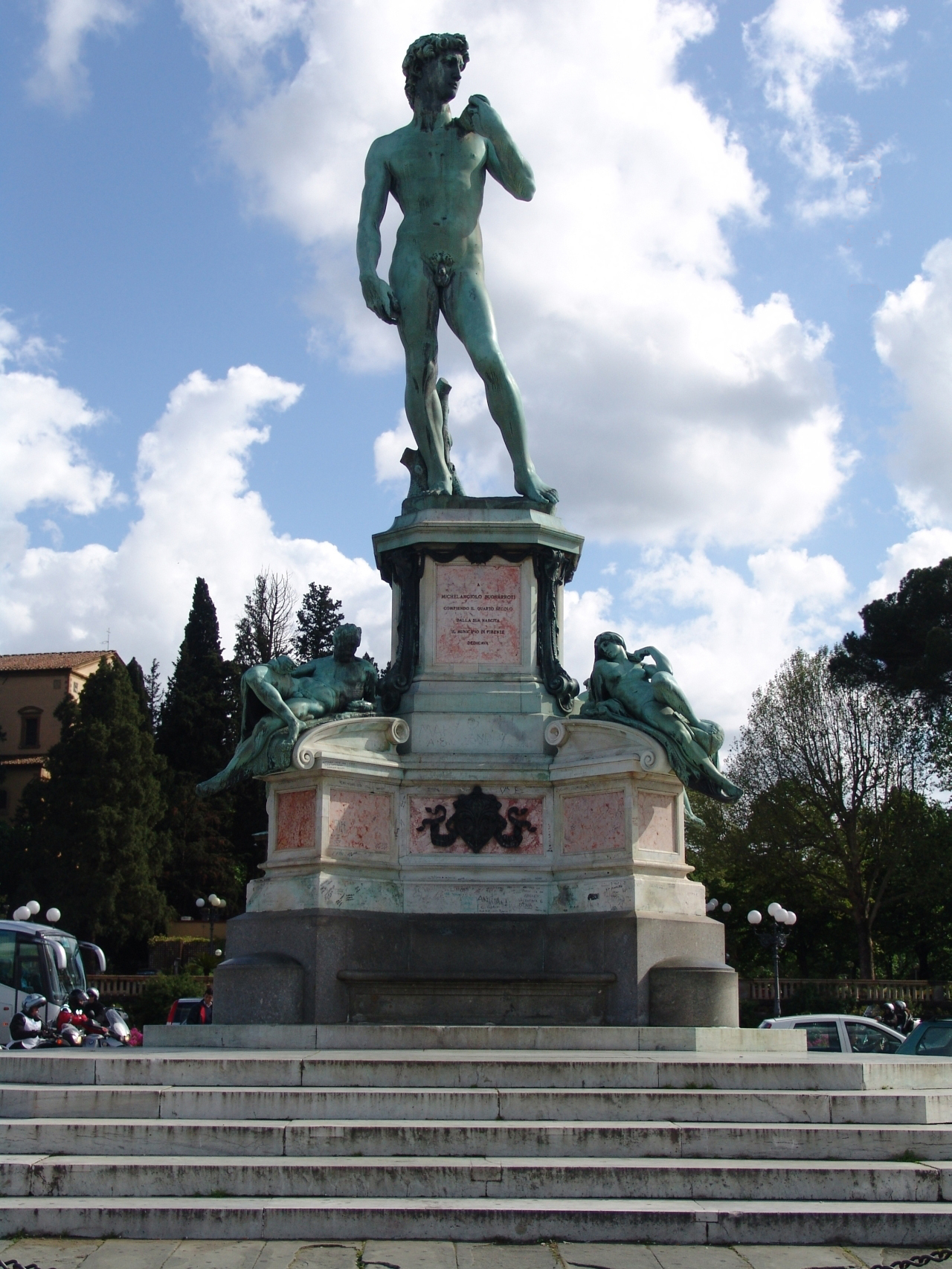
廣場中央，望向佛羅倫斯的大衛像青銅複製品。

在 1890 年到 1935 年間，本區曾有基安蒂電車經過；該電車路線連接佛羅倫斯與佩薩河谷聖卡夏諾以及基安蒂地區格雷韋。
這個廣場是用來紀念文藝復興時期的雕塑家米開朗基羅，設有他在佛羅倫斯其他地方的一些大理石雕像的青銅複製品 ，包括大衛像和聖老楞佐聖殿（San Lorenzo）美第奇小聖堂裡的日夜晨昏四座雕像。
波吉將整個露台採取新古典主義風格設計。 最初本來打算在這邊要設立一個米開朗基羅作品的博物館，但並未實現。在陽台的牆上、涼廊下方，有一段以大寫字母書寫的題詞紀念波吉。
在米開朗基羅廣場可以將佛羅倫斯的核心區域盡收眼底，從觀景城堡（ Forte Belvedere）到佛罗伦萨圣十字大殿，橫跨阿諾河上的步道和橋樑，包括老桥；聖母百花大教堂、舊宮、巴杰罗美术馆，以及佛羅倫斯巴迪亞教堂的八角形鐘樓。 
交通方面，可沿著同期建成的米開朗基羅林蔭大道驅車前往廣場，或是從聖尼可羅區的波吉廣場，步行爬上被稱為「波吉斜坡」的長段階梯抵達。

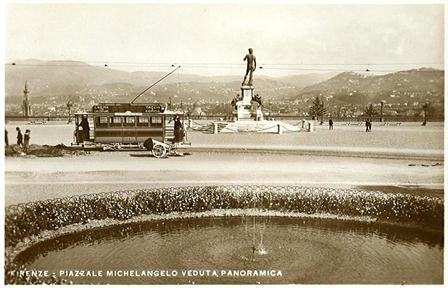
電車經過米開朗基羅廣場。

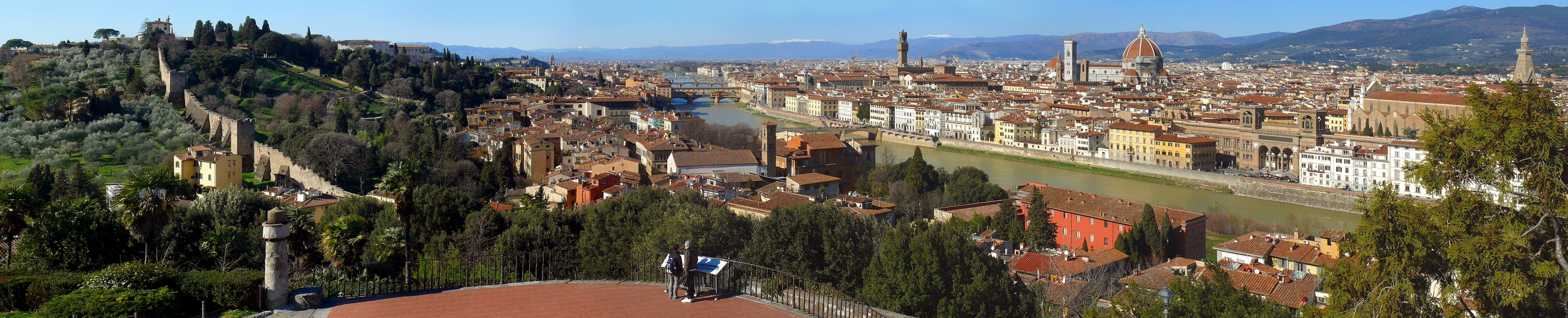
从米开朗基罗广场看到的佛罗伦萨全景